# آلبرت کوستا
 آلبرت کوستا (اسپانیایی: Albert Costa‎؛ زاده ۲۵ ژوئن ۱۹۷۵) یک تنیس‌باز اهل اسپانیا است.